# Landkreis Ebersberg

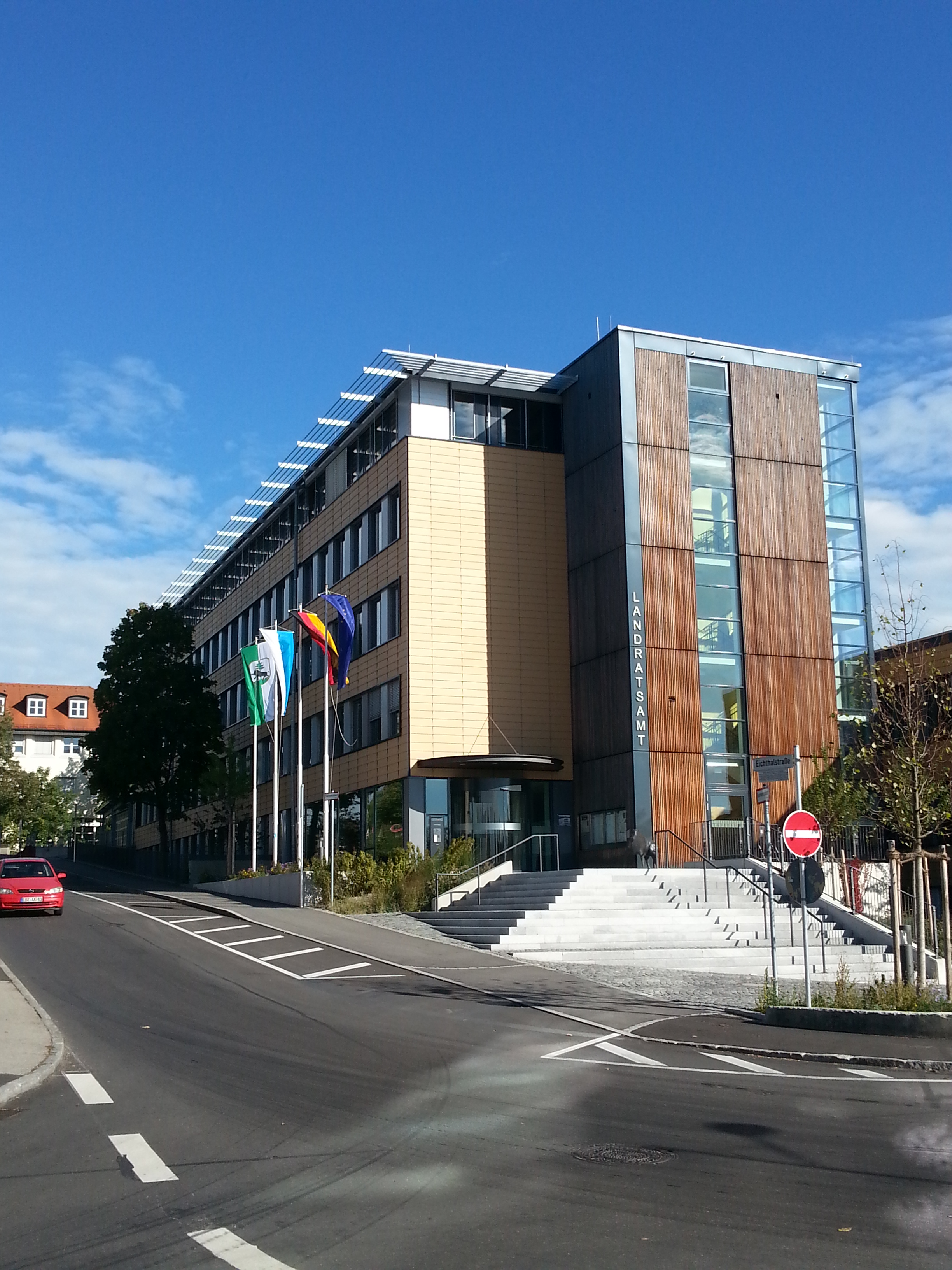
Landratsamt Ebersberg mit Festbeflaggung zum Nationalfeiertag

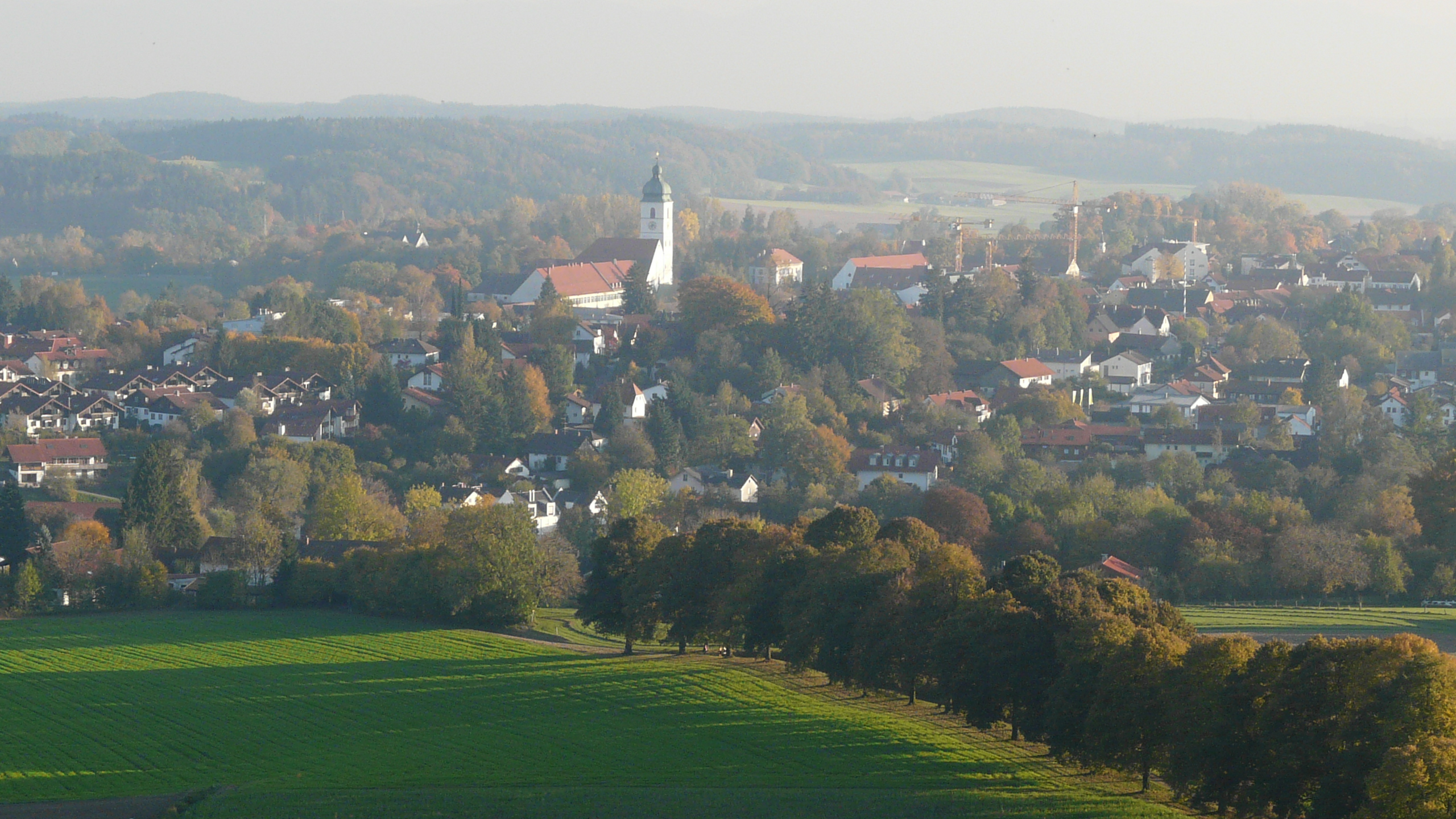
Kreisstadt Ebersberg

Der Landkreis Ebersberg liegt östlich von München im Regierungsbezirk Oberbayern. Mit einer Fläche von 549,30 Quadratkilometern zählt er zu den kleineren Landkreisen in Deutschland, weist jedoch mit 144.091 Einwohnern und 262 Einwohnern pro Quadratkilometer eine überdurchschnittlich hohe Bevölkerungsdichte auf. Sitz der Kreisverwaltung ist die Stadt Ebersberg. Der Landkreis ist Teil der Region München und liegt im Osten der Metropolregion München.

## Geographie

### Lage
Das Kreisgebiet umfasst im Westen die Münchener Schotterebene mit dem Ebersberger Forst, einem der größten zusammenhängenden Waldgebiete Süddeutschlands, im Norden und Nordosten das Isen-Sempt-Hügelland und im Süden und Osten das Inn-Chiemsee-Hügelland.
Die Kreisstadt Ebersberg, die zu den kleineren ihrer Art in Deutschland gehört, liegt im Südosten des Kreisgebiets. Sie ist von der Einwohnerzahl her nur die fünftgrößte Kommune des Landkreises.
Der Landkreis grenzt im Uhrzeigersinn im Norden beginnend an die Landkreise Erding, Mühldorf am Inn, Rosenheim und München. Der nördlichste Punkt des Landkreises Ebersberg liegt am Nordufer des Ismaninger Speichersee. Zugang über Land ist, abgesehen vom Weg über den Damm, nur über das Gebiet des Landkreises Erding möglich. Die 2,8 Hektar große Exklave der Gemeinde Pliening entstand durch die Flutung des Speichersees 1928. Sie ist Teil eines Testgeländes von BMW und öffentlich nicht zugänglich. Im Westen reicht der Landkreis Ebersberg über die A99.
Der höchste Punkt des Landkreises liegt auf dem Gebiet der Gemeinde Egmating, an der Grenze zum Landkreis München bei 658 m ü. NHN. Der niedrigste Punkt liegt bei 468 m ü. NHN auf einer Sandbank der Attel im zur Gemeinde Emmering gehörenden Heumoos, an der Grenze zum Landkreis Rosenheim.

### Gemeinden
(Einwohner am 31. Dezember 2024)
Städte
1. Ebersberg (12.408)
2. Grafing bei München (13.942)

Märkte
1. Glonn (5085)
2. Kirchseeon (10.342)
3. Markt Schwaben (13.643)

| Weitere Gemeinden 1. Anzing (4388) 2. Aßling (4545) 3. Baiern (1488) 4. Bruck (1326) 5. Egmating (2286) 6. Emmering (1446) 7. Forstinning (3737) 8. Frauenneuharting (1543) 9. Hohenlinden (3339) 10. Moosach (1418) 11. Oberpframmern (2467) 12. Pliening (5910) 13. Poing (16.585) 14. Steinhöring (3894) 15. Vaterstetten (24.981) 16. Zorneding (9452) Gemeindefreie Gebiete 1. Anzinger Forst (31,03 km²) 2. Ebersberger Forst (17,82 km²) 3. Eglhartinger Forst (26,76 km²) | Verwaltungsgemeinschaften 1. Aßling (Gemeinden Aßling, Emmering und Frauenneuharting) 2. Glonn (Markt Glonn und Gemeinden Baiern, Bruck, Egmating, Moosach und Oberpframmern) |

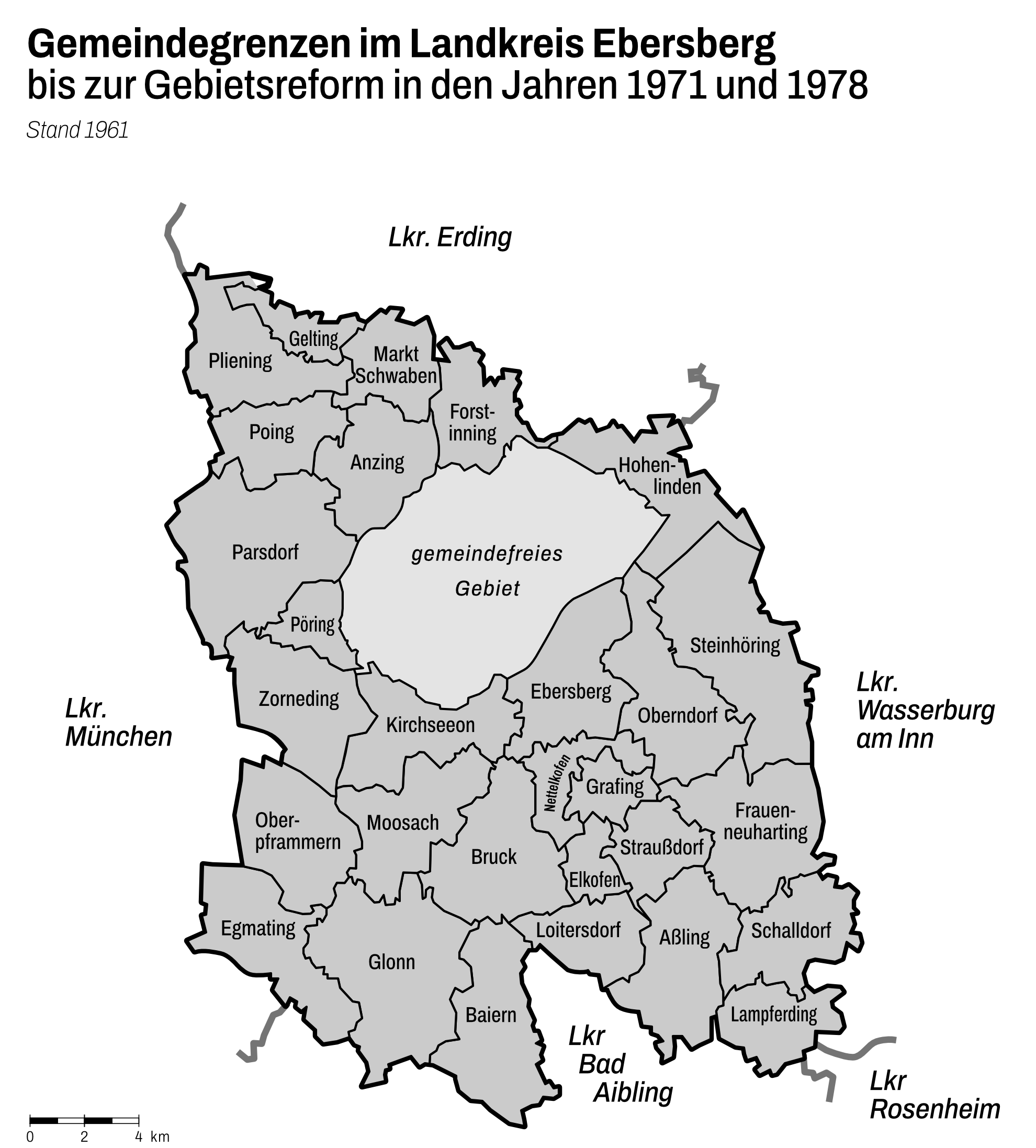
Gemeinden des Landkreises vor der Gebietsreform

Vor den Gebietsreformen 1971 bis 1978 hatte der Landkreis Ebersberg 29 Gemeinden (siehe Liste unten). Im Jahr 1900 waren es noch zwei mehr. Ottenhofen wurde 1928 in das Bezirksamt Erding umgegliedert und die Gemeinde Öxing wurde 1933 nach Grafing bei München eingemeindet.
Im Norden grenzte der Landkreis an den Landkreis Erding, im Osten an den Landkreis Wasserburg am Inn, im Süden an den Landkreis Bad Aibling und im Westen an den Landkreis München.
| Die Gemeinden des Landkreises Ebersberg vor der Gemeindereform 1971/78 (Die Gemeinden, die es heute noch gibt, sind fett geschrieben.) |                   |                     |
| frühere Gemeinde | heutige Gemeinde  | heutiger Landkreis  |
| Anzing | Anzing            | Landkreis Ebersberg |
| Aßling | Aßling            | Landkreis Ebersberg |
| Baiern | Baiern            | Landkreis Ebersberg |
| Bruck | Bruck             | Landkreis Ebersberg |
| Ebersberg (seit 1954 Stadt) | Ebersberg         | Landkreis Ebersberg |
| Egmating | Egmating          | Landkreis Ebersberg |
| Elkofen | Grafing b.München | Landkreis Ebersberg |
| Forstinning | Forstinning       | Landkreis Ebersberg |
| Frauenneuharting | Frauenneuharting  | Landkreis Ebersberg |
| Gelting | Pliening          | Landkreis Ebersberg |
| Glonn (seit 1901 Markt) | Glonn             | Landkreis Ebersberg |
| Grafing b.München (seit 1953 Stadt; hieß bis 1953 Markt Grafing)                                                                       | Grafing b.München | Landkreis Ebersberg |
| Hohenlinden | Hohenlinden       | Landkreis Ebersberg |
| Kirchseeon (seit 1959 Markt; die Gemeinde hieß bis 1939 Eglharting)                                                                    | Kirchseeon        | Landkreis Ebersberg |
| Lampferding | Tuntenhausen      | Landkreis Rosenheim |
| Loitersdorf | Aßling            | Landkreis Ebersberg |
| Markt Schwaben (Markt; hieß bis 1922 Schwaben)                                                                                         | Markt Schwaben    | Landkreis Ebersberg |
| Moosach | Moosach           | Landkreis Ebersberg |
| Nettelkofen | Grafing b.München | Landkreis Ebersberg |
| Oberndorf | Ebersberg         | Landkreis Ebersberg |
| Oberpframmern | Oberpframmern     | Landkreis Ebersberg |
| Parsdorf (die Gemeinde heißt seit 1978 Vaterstetten)                                                                                   | Vaterstetten      | Landkreis Ebersberg |
| Pliening | Pliening          | Landkreis Ebersberg |
| Poing | Poing             | Landkreis Ebersberg |
| Pöring | Zorneding         | Landkreis Ebersberg |
| Schalldorf (die Gemeinde heißt seit 1978 Emmering)                                                                                     | Emmering          | Landkreis Ebersberg |
| Steinhöring | Steinhöring       | Landkreis Ebersberg |
| Straußdorf | Grafing b.München | Landkreis Ebersberg |
| Zorneding | Zorneding         | Landkreis Ebersberg |

### Fauna und Flora

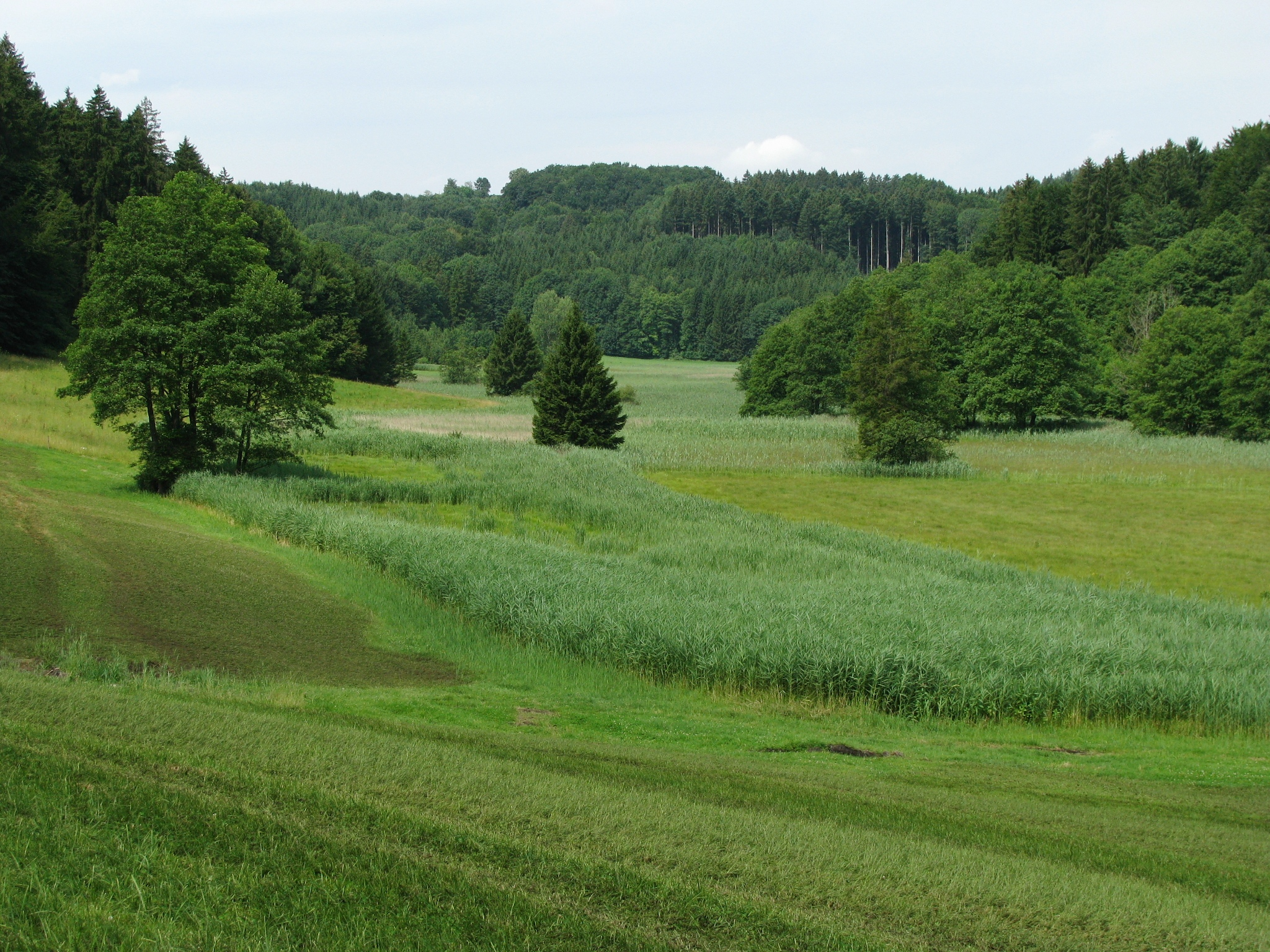
Das Kupferbachtal

Im Atteltal finden sich Reste von Auwäldern und weitgehend naturbelassene Seitenbäche, in denen die Bachmuschel lebt. Auch der Gelbe Frauenschuh ist hier zu finden. Im Kupferbachtal bei Glonn wächst das seltene Bayerische Löffelkraut, im Südosten des Landkreises die Sibirische Schwertlilie.
Im Ebersberger Forst leben etwa 800 Wildschweine, das namensgebende Wappentier des Landkreises. Daneben gibt es als größeres Wild auch Rehe.
Auch im nördlichen, dichter besiedelten Landkreis gibt es geschützte Feucht- und Moorwiesen. In Markt Schwaben und Forstinning brüten Weißstörche.

### Schutzgebiete
Im südlichen Landkreis gibt es größere Gebiete, die als Fauna-Flora-Habitat-Schutzgebiet (FFH) ausgewiesen sind. Es gibt zwei Naturschutzgebiete, elf Landschaftsschutzgebiete, vier FFH-Gebiete und mindestens 13 ausgewiesene Geotope (Stand April 2016). Das mit 75,6 Hektar größere Naturschutzgebiet Vogelfreistätte Eggelburger See wurde 1973 eingerichtet. 1983 kam das Naturschutzgebiet Kupferbachtal bei Unterlaus mit 45,5 Hektar dazu.

## Bevölkerung

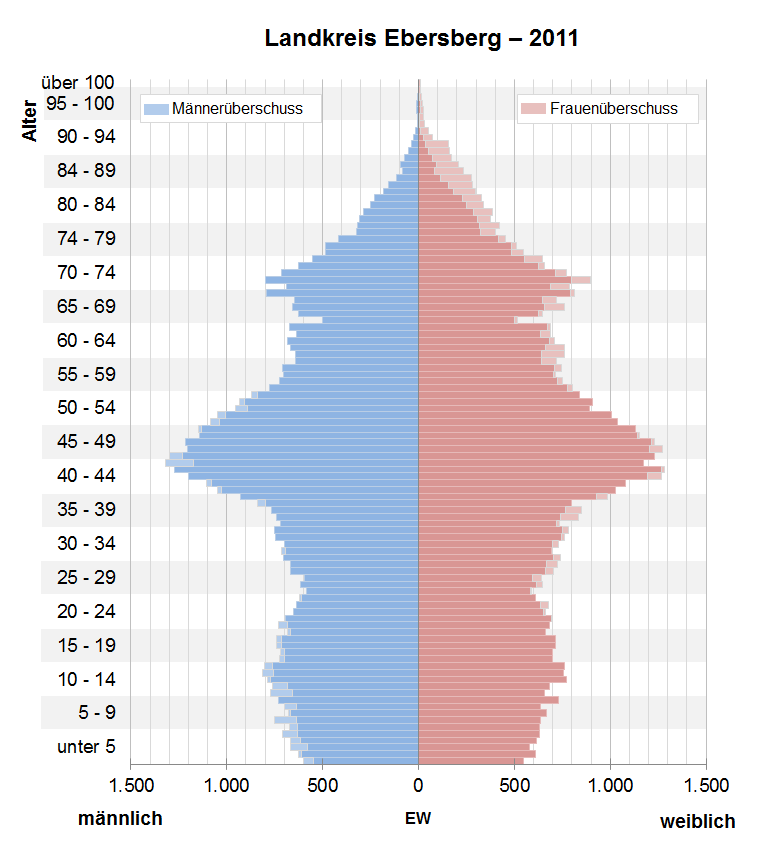
Bevölkerungspyramide für den Kreis Ebersberg (Datenquelle: Zensus 2011.)

### Einwohnerstatistik
| Einwohnerzahlen 1840 bis heute | Einwohnerzahlen 1840 bis heute | Einwohnerzahlen 1840 bis heute | Einwohnerzahlen 1840 bis heute | Einwohnerzahlen 1840 bis heute |
| ------------------------------ | ------------------------------ | ------------------------------ | ------------------------------ | ------------------------------ |
| Jahr                           |                                |                                |                                | Einwohner                      |
| 1840                           | 1840                           |                                | 17.863                         | 17.863                         |
| 1871                           | 1871                           |                                | 20.963                         | 20.963                         |
| 1900                           | 1900                           |                                | 24.926                         | 24.926                         |
| 1925                           | 1925                           |                                | 28.827                         | 28.827                         |
| 1939                           | 1939                           |                                | 30.805                         | 30.805                         |
| 1950                           | 1950                           |                                | 52.058                         | 52.058                         |
| 1961                           | 1961                           |                                | 55.458                         | 55.458                         |
| 1970                           | 1970                           |                                | 73.882                         | 73.882                         |
| 1987                           | 1987                           |                                | 96.283                         | 96.283                         |
| 2001                           | 2001                           |                                | 120.416                        | 120.416                        |
| 2005                           | 2005                           |                                | 123.895                        | 123.895                        |
| 2008                           | 2008                           |                                | 127.085                        | 127.085                        |
| 2009                           | 2009                           |                                | 127.907                        | 127.907                        |
| 2010                           | 2010                           |                                | 129.199                        | 129.199                        |
| 2011                           | 2011                           |                                | 1128.870                       | 1128.870                       |
| 2012                           | 2012                           |                                | 131.011                        | 131.011                        |
| 2013                           | 2013                           |                                | 133.007                        | 133.007                        |
| 2014                           | 2014                           |                                | 134.873                        | 134.873                        |
| 2015                           | 2015                           |                                | 137.421                        | 137.421                        |
| 2016                           | 2016                           |                                | 139.016                        | 139.016                        |
| 2017                           | 2017                           |                                | 140.800                        | 140.800                        |
| 2020                           | 2020                           |                                | 144.091                        | 144.091                        |
|                                |                                |                                |                                |                                |

Von 1988 bis 2008 gewann der Landkreis Ebersberg knapp 29.000 Einwohner hinzu bzw. wuchs um rund 29 %. Zwischen 1988 und 2018 wuchs der Landkreis von 98.394 auf 142.142 um 43.748 Einwohner bzw. um 44,5 % – dem dritthöchsten Wert aller bayerischen Landkreise nach Erding und Freising im genannten Zeitraum.
Das Bundesamt für Bauwesen und Raumordnung geht laut ihrer Prognose von 145.000 Einwohnern im Jahr 2025 aus.
Das Landratsamt Ebersberg geht laut einer Studie aus dem Jahr 2015, von 158.000 Einwohnern im Jahr 2034 aus. Mit einem vorausgesagten Bevölkerungswachstum von 17,5 %, wird der Landkreis Ebersberg der am schnellsten wachsende Landkreis in ganz Bayern sein. Die ursprüngliche Prognose sah 143.000 Einwohner im Jahr 2032 voraus, bevor sie im Juli 2014 auf 150.000 Einwohner für den gleichen Zeitraum erhöht wurde.
Die regionalisierte Bevölkerungsvorausberechnung für Bayern bis 2037 des Landesamtes für Statistik aus dem Jahr 2018 prognostiziert 159.100 Einwohner für das Jahr 2037, was einem Zuwachs von 13,0 % im Vergleich zum Jahr 2017 entspricht. Damit wird für den Landkreis Ebersberg das zweithöchste prozentuale Wachstums aller Landkreise in Bayern erwartet.

### Konfessionsstatistik
Im Jahr 2021 lag der Katholikenanteil an der Gesamtbevölkerung nur noch bei 44,8 %. 2011 waren es noch 54,8 %. Gemäß dem Zensus 2022 waren (Stand 2022) 42,7 % der Einwohner katholisch, 10,8 % evangelisch und 46,5 % waren konfessionslos, gehörten einer anderen Glaubensgemeinschaft an oder machten keine Angabe.

### Ausländische Bevölkerung
| Jahr | Gesamtbevölkerung | Ausländer | Ausländeranteil |
| ---- | ----------------- | --------- | --------------- |
| 1970 | 73.882            | 2.414     | 3,3 %           |
| 1987 | 96.283            | 4.451     | 4,6 %           |
| 2011 | 130.818           | 12.362    | 9,5 %           |

1. ↑  Die Werte von 2011 basieren noch auf dem, vor dem im Rahmen des Zensus 2011, veröffentlichten Wert.

## Geschichte

### Landgericht
Das Gebiet des heutigen Landkreises Ebersberg gehört zu den altbayerischen Gebieten. 1803 wurde das Landgericht Schwaben (heute Markt Schwaben) eingerichtet. 1812 wurde der Sitz des Landgerichts nach Ebersberg verlegt und entsprechend umbenannt.

### Bezirksamt
Das Bezirksamt Ebersberg folgte im Jahr 1862 dem flächengleichen Landgericht älterer Ordnung Ebersberg.
Zum 1. Januar 1880 traten die Gemeinden Finsing, Niederneuching und Oberneuching vom Bezirksamt Ebersberg zum Bezirksamt Erding über.
Am 1. Juli 1928 wurde die Gemeinde Ottenhofen vom Bezirksamt Ebersberg abgetrennt und dem Bezirksamt Erding zugeschlagen.

### Landkreis
Am 1. Januar 1939 erfolgte in Bayern die Einführung der Bezeichnung Landkreis, so auch für das Bezirksamt Ebersberg.
Im Rahmen der Gebietsreform in Bayern wurde der Landkreis Ebersberg am 1. Juli 1972 kaum verändert, da er aufgrund seiner Wohn- und Naherholungsfunktion für die Region München bereits eine leistungsfähige Struktur besaß. Neu zum Landkreis kam die Gemeinde Sankt Christoph aus dem aufgelösten Landkreis Wasserburg am Inn, die nach Steinhöring eingemeindet wurde.
Immer wieder war vor allem der Süden des Landkreises von Überschwemmungen betroffen. 1899 machte der Kupferbach laut den Chronisten seine Umgebung zur „Wasserwüste“. Weitere Überschwemmungen folgten 1937, 1946 und 1954. Im August 2002 traf es vor allem die Gemeinden Glonn und Moosach schwer. Seitdem wurden die Schutzmaßnahmen verstärkt, so dass das Hochwasser von Juni 2013 vergleichsweise glimpflich verlief.

## Politik

### Kreistag
Der am 15. März 2020 gewählte Kreistag besteht aus 60 Mitgliedern. Die Kreistagswahlen 2020 führten zu folgendem Ergebnis:
| Kreistagswahl 2020Wahlbeteiligung: 63,4 % (+7,9 %) %50403020100 40,224,410,69,34,13,83,02,51,9 CSUGrüneSPDFWAfDFDPÖDPBPLinkeGewinne und Verlusteim Vergleich zu 2014 %p 8 6 4 2 0 −2 −4 −6 −8−1,0+7,8−8,0−2,3+0,3+0,7+0,9−0,5+1,9CSUGrüneSPDFWAfDFDPÖDPBPLinke | Sitzverteilung im Kreistag Ebersberg seit 2020Insgesamt 60 Sitze - Linke: 1 - SPD: 6 - Grüne: 15 - ÖDP: 2 - FW: 6 - FDP: 2 - CSU: 24 - BP: 1 - AfD: 3 |

| Parteien und Wählergemeinschaften | Parteien und Wählergemeinschaften  | 2020   | 2020   | 2014   | 2014   | 2008   | 2008   | 2002   | 2002   | 1996   | 1996   |
| Parteien und Wählergemeinschaften | Parteien und Wählergemeinschaften  | %      | Sitze  | %      | Sitze  | %      | Sitze  | %      | Sitze  | %      | Sitze  |
| CSU                               | Christlich-Soziale Union in Bayern | 40,2   | 24     | 41,2   | 25     | 46,5   | 28     | 53,8   | 33     | 49,4   | 30     |
| Grüne                             | Grüne Bayern                       | 24,4   | 15     | 16,6   | 10     | 14,4   | 9      | 9,7    | 5      | 11,9   | 7      |
| SPD                               | SPD Bayern                         | 10,6   | 6      | 18,6   | 11     | 19,5   | 12     | 23,0   | 14     | 24,8   | 15     |
| FW                                | Freie Wähler Bayern                | 9,3    | 6      | 11,6   | 7      | 11,5   | 7      | 10,0   | 6      | –      | –      |
| AfD                               | AfD Bayern                         | 4,1    | 2      | 3,8    | 2      | –      | –      | –      | –      | –      | –      |
| FDP                               | FDP Bayern                         | 3,8    | 2      | 3,1    | 2      | 5,5    | 3      | 3,6    | 2      | 4,1    | 2      |
| ÖDP                               | Ökologisch–Demokratische Partei    | 3,0    | 2      | 2,1    | 1      | 2,5    | 1      | –      | –      | –      | –      |
| BP                                | Bayernpartei                       | 2,5    | 2      | 3,0    | 2      | –      | –      | –      | –      | –      | –      |
| Linke                             | Die Linke Bayern                   | 1,9    | 1      | –      | –      | –      | –      | –      | –      | –      | –      |
| UWG                               | Unabhängige Wählergemeinschaft     | –      | –      | –      | –      | –      | –      | –      | –      | 9,7    | 6      |
| gesamt                            | gesamt                             | 99,8   | 60     | 100,0  | 60     | 99,9   | 60     | 100,1  | 60     | 99,9   | 60     |
| Wahlbeteiligung                   | Wahlbeteiligung                    | 63,4 % | 63,4 % | 55,5 % | 55,5 % | 62,9 % | 62,9 % | 65,7 % | 65,7 % | 70,3 % | 70,3 % |

CSU und FDP bilden eine gemeinsame Fraktion, ebenso FW und Bayernpartei. ÖDP und Linke bilden eine Ausschussgemeinschaft.
Im April 2020 verkündete der Wahlausschuss des Landkreises zunächst, dass die AfD einen Sitz an die Bayernpartei abgeben müsse, da für sie ein britischer Kandidat angetreten sei, der sich aufgrund seiner fehlenden EU-Staatsbürgerschaft nicht hätte aufstellen lassen dürfen und daher dessen Stimmen nichtig seien. Nach einem Einspruch der AfD bei der Regierung von Oberbayern stellte sich jedoch im Juli 2020 heraus, dass dieser Kandidat auch eine irische Staatsbürgerschaft besitzt und die Stimmen deshalb gültig sind. Der Sitz wurde der AfD zugesprochen. Dieser Kandidat, der aufgrund seines hohen Listenplatzes selbst nicht in den Kreistag einzieht, wollte nach eigenen Angaben gar nicht für die AfD kandidieren und sei ohne seine Zustimmung auf der Kandidatenliste gelandet.

### Bezirksamtmänner/-oberamtmänner (bis 1938), Landräte (ab 1939)
- 1913 – 1924 Max Aigner
- 1924 – 1933 Georg Wissel
- 1933 – 1935 Richard Kummer
- 1935 – 1936 Karl Beinhardt
- 1936 – 1945 Emil Ulrich

Bei der letzten regulären Wahl des Landrats am 15. März 2020 siegte der Amtsinhaber Robert Niedergesäß (CSU) mit 60,90 % der Stimmen. Er trat gegen vier Gegenkandidaten an.
Landräte seit 1945
| Landrat                                                                   | Amtszeit                    |
| ------------------------------------------------------------------------- | --------------------------- |
| Josef Wintrich (parteilos, von der amerikanischen Besatzung eingesetzt)   | 8. Mai 1945–31. Juli 1945   |
| Eugen Carl Mayer (parteilos, von der amerikanischen Besatzung eingesetzt) | 31. Juli 1945–28. Mai 1946  |
| Alois Keßler (parteilos)                                                  | 29. Mai 1946–30. April 1952 |
| Remigius Streibl (parteilos)                                              | 1. Mai 1952–30. April 1978  |
| Hermann Beham (CSU)                                                       | 1. Mai 1978–30. April 1994  |
| Hans Vollhardt (CSU)                                                      | 1. Mai 1994–30. April 2002  |
| Gottlieb Fauth (CSU)                                                      | 1. Mai 2002–30. April 2013  |
| Robert Niedergesäß (CSU)                                                  | seit 1. Mai 2013            |

### Wappen und Flagge
| | Blasonierung: „In Silber auf grünem Dreiberg ein schreitender, goldbewehrter schwarzer Eber, hinter dem eine grüne Tanne mit 29 Ästen aufwächst.“ |
| Wappenbegründung: Der Eber und der Berg bilden den Namen „Ebersberg“ (Herkunft vermutlich von „Burg eines Eberhart“, urkundliche Erwähnung im 10. Jahrhundert als „Eberesperch“). Die Tanne versinnbildlicht den Ebersberger Forst, die 29 Äste der Tanne weisen auf die ursprünglich 29 Gemeinden des Landkreises hin. | |

Die Flagge des Landkreises ist horizontal zweigeteilt in Grün und Weiß, mit dem Wappen im Zentrum.

## Wirtschaft
Im Zukunftsatlas 2016 belegte der Landkreis Platz 20 von 402 Landkreisen, Kommunalverbänden und kreisfreien Städten in Deutschland und zählt damit zu den Regionen mit „sehr hohen Zukunftschancen“. In der Ausgabe von 2019 lag er auf Platz 39 von 401. Im Jahr 2016 war Ebersberg der Landkreis mit dem sechst-höchsten Kaufkraft pro Einwohner (29.105 Euro oder 133 % des deutschen Durchschnitts).

### Tourismus
Der Landkreis ist innerhalb Bayerns als eigenständige Tourismusregion „Ebersberger Grünes Land“ ausgewiesen, die u. a. mit eigener Webpräsenz beworben, zugleich auf einer anderen Webseite der gleichen Website dem Münchner Umland als Tourismusregion zugeordnet wird.

### Verkehr

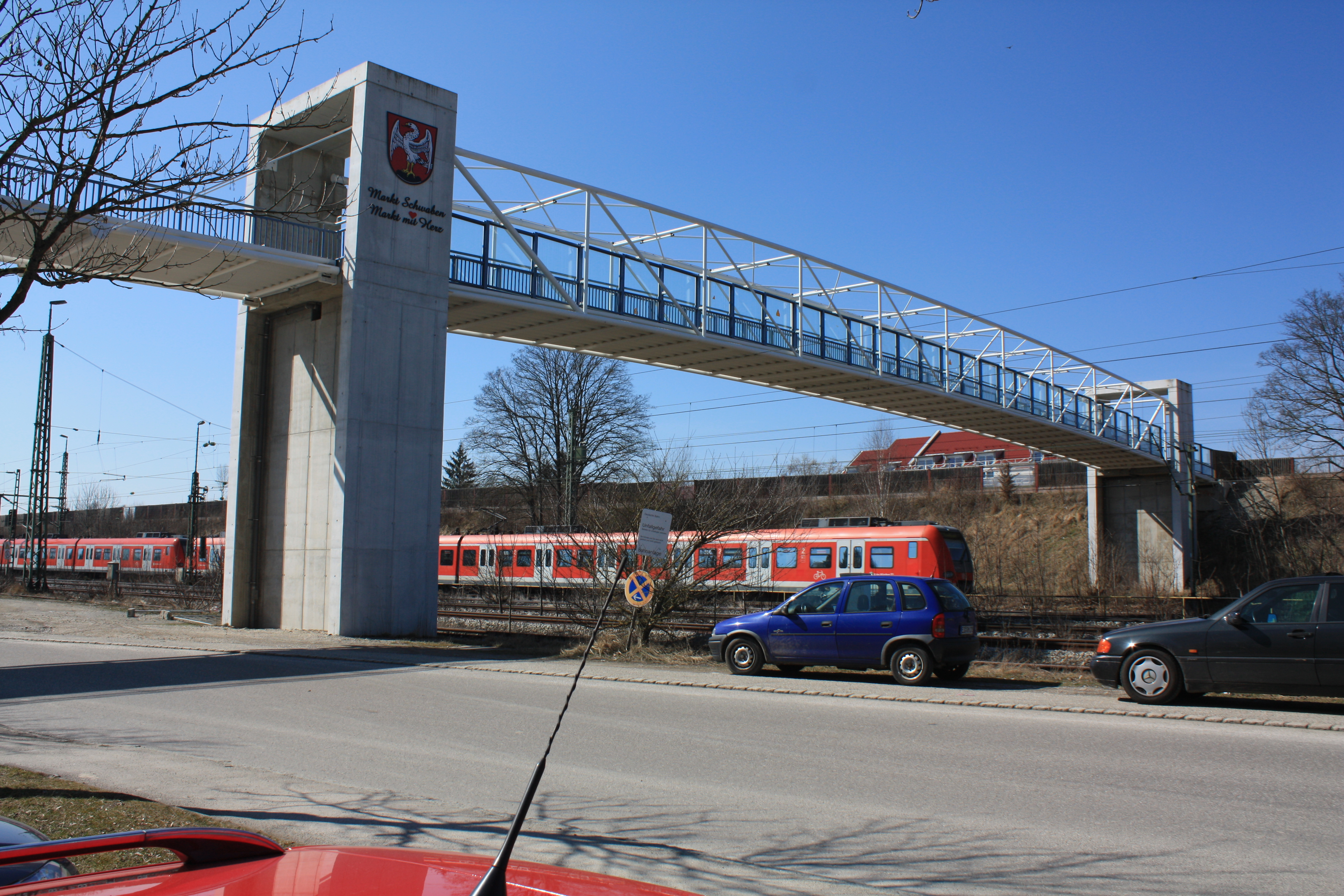
Fußgängerbrücke über die S 2 in Markt Schwaben

Von München kommend passieren zwei Bahnstrecken den Landkreis Ebersberg. Durch den Süden führt die Bahnstrecke München–Rosenheim, die ab 1871 durch die Bayerische Staatsbahn betrieben wurde. Hiervon zweigt seit 1899 die Bahnstrecke Grafing–Wasserburg ab, die auch als Filzenexpress bekannt ist. Auf der Verbindung München–Grafing–Ebersberg verkehrt die Linie S 6 der S-Bahn München. In der Hauptverkehrszeit verkehrt die Linie S 4 von München bis Zorneding oder Grafing Bahnhof. Auf der Relation München–Grafing–Ebersberg–Wasserburg verkehren Züge der Südostbayernbahn meist im Stundentakt. Eine zweite Lokalbahn führte ab 1894 von Grafing Bahnhof nach dem Markt Glonn (Bahnstrecke Grafing–Glonn). Hier ruht der Personenverkehr seit 1970, die Strecke wurde inzwischen abgebaut. Der gesamte Landkreis gehört zum Münchner Verkehrs- und Tarifverbund.
Durch den Norden des Kreises führt die 1871 in Betrieb genommene Strecke München–Simbach mit den S-Bahn-Haltepunkten Grub und Poing sowie dem Bahnhof Markt Schwaben. Hier zweigt seit 1872 eine Stichbahn nach Erding ab, auf der heute die S-Bahnlinie S 2 verkehrt. Auf der Strecke München–Simbach fahren im Stundentakt Regionalzüge der Südostbayernbahn von München nach Mühldorf.
An der Westgrenze des Landkreises verläuft die A 99, die die östliche Umfahrung der Landeshauptstadt München bildet. Zwischen Ebersberger Forst und Markt Schwaben verläuft die A 94 München–Passau. An dieser beginnt bei Forstinning die B 12, welche über Hohenlinden Richtung Haag verläuft. Südöstlich von Poing beginnt an der A 94 die Flughafentangente Ost (FTO), die zum Münchner Flughafen im Nachbarlandkreis Erding führt. Aus München kommend verläuft die B 304 südlich des Ebersberger Forsts in Richtung Wasserburg am Inn. Diese Fernverkehrsstraßen sind besonders durch den Berufsverkehr nach München hochbelastet, da sie viel von den Pendlern aus dem östlichen Oberbayern genutzt werden.

## Kfz-Kennzeichen
Am 1. Juli 1956 wurde dem Landkreis bei der Einführung der bis heute gültigen Kfz-Kennzeichen das Unterscheidungszeichen EBE zugewiesen. Es wird durchgängig bis heute ausgegeben.